# 2560 Siegma
2560 Siegma (1932 CW) là một tiểu hành tinh vành đai chính được phát hiện ngày 14 tháng 2 năm 1932 bởi K. Reinmuth ở Heidelberg.